# Uluj Alí
Uluj Alí (Calabria, 1519 - Estambul, 21 de junio de 1587) fue uno de los mejores marinos musulmanes del siglo XVI, destacándose como corsario, pero sobre todo como almirante de la flota otomana. En la batalla de Lepanto comandó el ala izquierda, la única en volver a Constantinopla. En Don Quijote se le menciona como Uchali y se relatan brevemente sus vivencias.

## De Giovanni a Occhiali
Nace en la villa calabresa de Le Castella, Italia, con el nombre de Giovanni Dionigi Galeni, hijo del marinero Birno Galeni y su esposa Pippa de Cicco. En 1536, a la edad de 17 años, el joven Giovanni parece haber decidido ingresar en el seminario para llegar a ser cura. En abril de ese mismo año cae prisionero de una incursión de corsarios berberiscos, en concreto, de Alí Ahmed, uno de los capitanes de Jeireddín Barbarroja. Dependiendo de las fuentes, la captura se pudo producir en el campo, mientras pastoreaba, o a bordo de un barco en el golfo de Squillace, camino de Nápoles, donde como novicio ingresaría en un convento de los dominicos. De cualquier modo, Giovanni cayó prisionero y fue vendido a Cafer Rais, un corsario musulmán de origen calabrés - en ese entonces era común encontrar renegados mandando galeras corsarias- como él mismo. Su amo lo emplea como galeote en una de las tres galeras que posee y en poco tiempo lo sitúan en el banco de proa a estribor, el destinado a los remeros con mejor ritmo de boga. Desde esa época es conocido como el Tiñoso o El Roñoso, debido a las marcas que desde su infancia le dejó esta enfermedad en el rostro.
Al poco tiempo se convierte al islam, y otra vez según las fuentes las motivaciones pueden ser dos. Por un lado, la explicación más maligna apunta a que quería vestir turbante -sólo permitido a musulmanes- para ocultar las cicatrices de la tiña. Lo más probable sin embargo, es que le moviese la venganza por la humillación que sufrió cuando un marinero napolitano le abofeteó. Como musulmán, gozaba del derecho a defender su honor, por lo que una vez convertido, retó al napolitano y lo mató en un combate cuerpo a cuerpo. Aunque disfruta de cierta libertad sigue ejerciendo de remero en calidad de buenaboya (remero asalariado). Como hombre libre, se hace contramaestre de la galera en la que empezó esclavizado, ahorra lo suficiente para comprar una participación en un bergantín, lo que le reporta beneficios, se casa con la hija de su antiguo amo Cafer Rais y finalmente, adquiere la patente para dedicarse al corso por su cuenta. En las costas italianas se le empieza a conocer como Occhiali.

## Ascenso

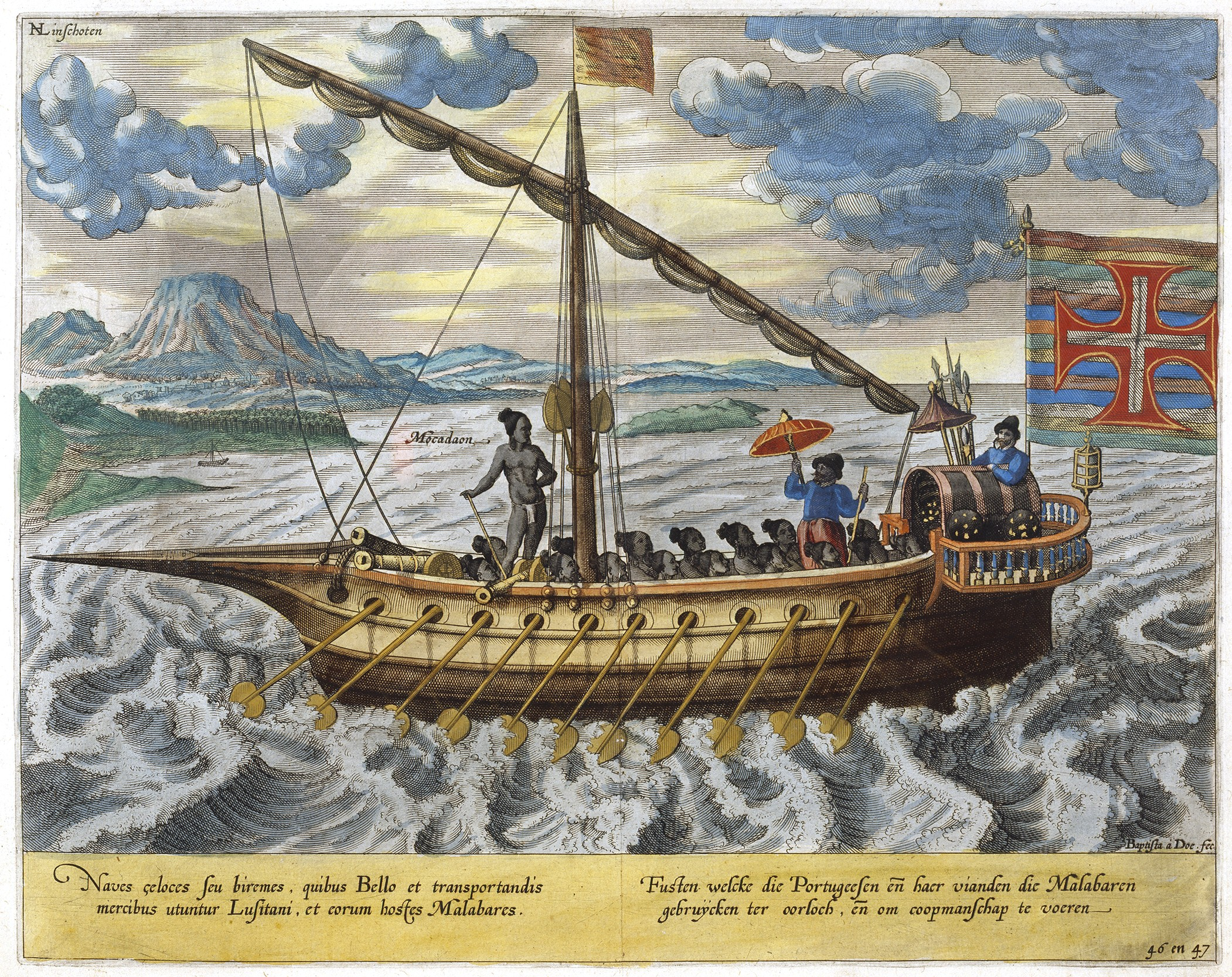
Ilustración de una fusta portuguesa. La fusta era un tipo de galera pequeña muy del gusto de los corsarios berberiscos. Se valía tanto de vela latina (triangular) como de remos -de 12 a 18 bancos por lado-, y su tamaño y versatilidad la hacía ideal para incursiones en calas pequeñas y poco profundas.

En 1538, participa en la notoria victoria musulmana de Preveza, probablemente en el centro de la formación junto con su ahora suegro Cafer Reis y el propio Barbarroja. En esta batalla coincide con Turgut Reis -más conocido por su apodo, Dragut-, según muchos el corsario más célebre del siglo XVI.
A la edad de 22 años (1541) se une a la escuadra corsaria de Dragut, que el año anterior había asolado con una fuerza de 25 a 30 naves las costas genovesas, sicilianas, españolas y también Gozo, en manos de la Orden de Malta. Al final de la campaña (junio de 1540) Dragut cae prisionero de los genoveses, que lo utilizarán por cuatro años de galeote en la capitana de Andrea Doria. Uluj Alí, por su parte, corre una suerte distinta: en 1541 emprende una serie de incursiones exitosas en la Italia meridional, si bien de perfil más bajo que las protagonizadas por Dragut. En 1550 se apodera de tres galeras de la Orden en las inmediaciones de Malta y tres años después captura con dos fustas la nave del caballero de la Orden Jaume Losada, que liberará a cambio de un fuerte rescate.
En los dos años siguientes cosecha una serie de éxitos que le hacen merecedor de una persecución de 13 galeras mandada por Juan Andrea Doria -sobrino de Andrea Doria- y el Prior de la Lengua de Francia, Francisco de Lorena. Estos le interceptan cerca de Los Gelves (Yerba), por lo que Uluj hace encallar su nave y la galera de mercantes catalanes que había apresado, escapando por tierra con todo el botín.
Las campañas de 1557 y 1558 también le deparan contratiempos; en la primera se presenta en Oneglia, feudo de la familia Doria, de dónde se ve obligado a alejarse para evitar los cañonazos de la guardia. Más tarde haría saber a Andrea Doria, a través de un esclavo cristiano rescatado en una nave genovesa a la deriva, que se aproximó a Oneglia por equivocación; casi excusándose por lo sucedido. No será la última vez que muestre gestos de cortesía a los enemigos, algo bastante razonable y que le podría facilitar las cosas si cayese preso en un futuro. En mayo del año siguiente, 4 galeras suyas junto con la capitana de Dragut capturan un galeón del corsario italiano Vincenzo Cicala cerca de las islas griegas.

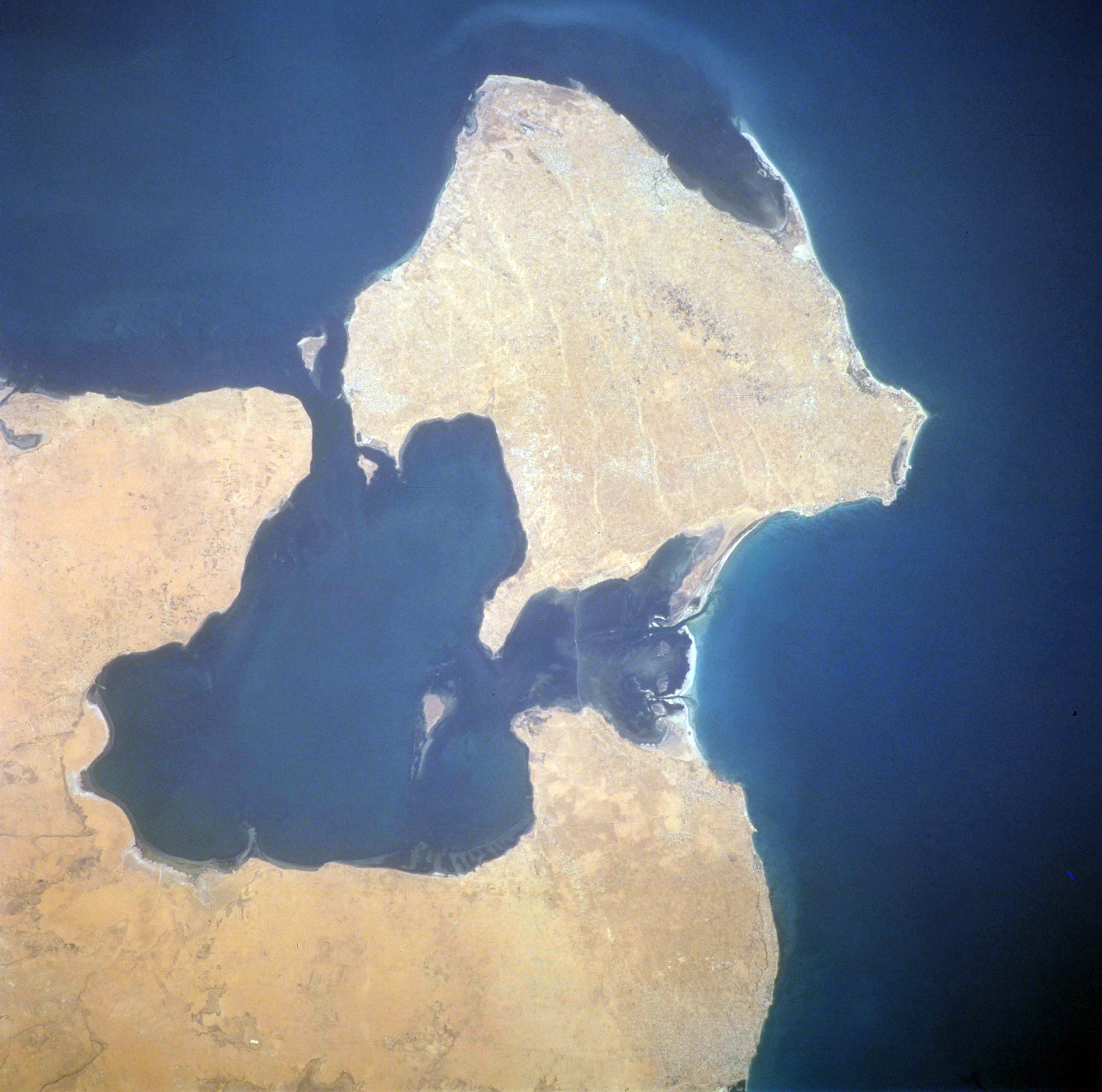
Imagen satelital de Yerba. En la parte inferior de la isla se aprecian los istmos que la unen a tierra, formando el canal de Cantera. En 1560 Uluj Alí, al igual que Dragut en 1551 con Andrea Doria, escapó al bloqueo de Giovanni A. Doria, transportando por tierra -sobre tablones engrasados- dos galeotas, saliendo al Mediterráneo por el otro extremo del mar interior.

En febrero de 1560 se dirige a Yerba para ayudar a Dragut -entonces Pachá de Trípoli- a defenderse de un ataque de Juan de la Cerda y Silva, cuarto duque de Medinaceli, y los insurrectos nativos, que planean establecer a los Hafsíes en todo Túnez bajo la protección de Felipe II. Una vez en Yerba, Uluj se ve bloqueado en el canal de Cantera por las galeras de Giovanni Andrea Doria, bloqueo del que consigue zafarse (imagen), dirigiéndose después a Constantinopla para pedir refuerzos. En abril ataca las costas sardas y ligures y captura la galera genovesa Lomellina.
Mientras tanto, en Constantinopla no habían perdido el tiempo, y a principios de mayo se presentó en Yerba una flota compuesta por unas 86 galeras y galeotas al mando de Pialí Bajá; esto toma de sorpresa a los cristianos, que no esperaban el ataque hasta enero del año siguiente. Uluj Alí y el resto del mando otomano observan la flota cristiana en el puerto de Yerba y, vista la confusión reinante, deciden atacar. Uluj tomará parte en la batalla poniéndose en vanguardia, encontrándose con el caballero de Malta Gil de Andrade. Las ganancias son cuantiosas: 4 galeras genovesas de Giovanni Andrea Doria, 2 de las fuerzas papales, 5 de los napolitanos, 2 de los sicilianos, 2 de los florentinos, otra de los Grimaldi y otras de nobles menos conocidos, además del apresamiento de 14 navíos de transporte. Mueren ahogados unos mil cristianos y otros 5000 son esclavizados. Hasta 1848 se observa desde el mar la Burj al-Rus ("Torre de las calaveras"), construida con los restos de los aliados cristianos.
En menos de un mes —junio de 1560— Uluj Alí vuelve a azotar las costas ligures con 9 fustas, ataca Santo Stefano, Riva, Taggia y Rocccabruna, pero el golpe más importante lo da en Villafranca, donde los corsarios desembarcan, y se les enfrentan primero 25 arcabuceros a caballo y 30 hombres a pie, que son puesto en fuga. En ese momento, el Duque de Saboya, Manuel Filiberto, en persona desembarca con el propósito de combatir la incursión. En el enfrentamiento los saboyanos se llevan la peor parte, con 40 muertos y decenas de prisioneros destinados a la esclavitud. Uluj Alí hace saber al Duque que puede liberar a los prisioneros a cambio de 300 escudos por noble y 100 por soldado (en total 12 000 escudos), a lo que el duque accede. Antes de entregar a los prisioneros, Uluj Alí exige el cumplimiento de otro punto, un encuentro privado con la mujer del duque, Margarita, a la sazón hija del rey de Francia, Francisco I de Francia. El duque acepta, al no estar en posición de negarse, pero en lugar de su esposa manda al encuentro a la dama de honor de esta, una fiorentina viuda de un francés. Los historiadores saboyanos hicieron hincapié en el engaño del suceso, pasando por alto la humillación del duque. En el viaje de vuelta a Argel, a la altura de Córcega, consigue hacerse con dos galeras del Gran Duque de Toscana.

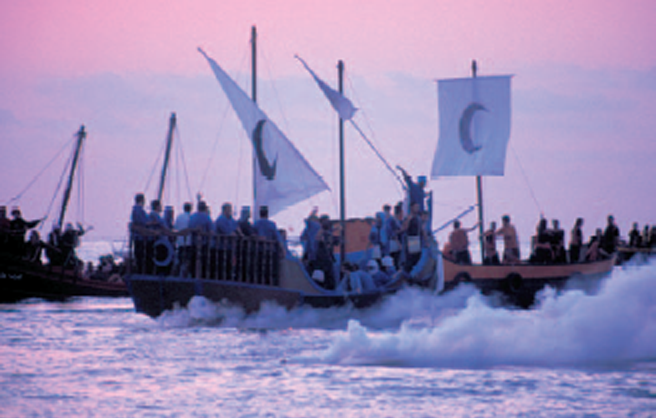
Simulacro de desembarco de los corsarios en las fiestas de Moros y cristianos de Villajoyosa. Los ataques de corsarios berberiscos a las costas del Levante español han dejado su huella en el tiempo, ya sea en fiestas, heráldica o hasta en el lenguaje, como atestigua la expresión moros en la costa.

En mayo de 1561 zarpa de Argel al mando de 22 galeras y se dirige al sureste ibérico, intentando primero un ataque sorpresa contra Cartagena que es rechazado por el ii marqués de los Vélez en la batalla de Santa Mónica. Pasó entonces a las Baleares, siendo avistado en Ibiza, por lo que se preparan las defensas en la isla de Mallorca. El desembarco se produce en Sóller, al norte de la isla. Los sollerenses, prevenidos, presentaron una férrea defensa a los alrededor de 1600 corsarios, que finalmente optaron por retirarse matando a los prisioneros y dejando gran parte del botín en la playa. En memoria de este suceso se celebra el Firó el 11 de mayo, una traslación local de la fiesta de Moros y cristianos, muy común en las localidades costeras españolas. En el caso de Sóller, la celebración gira en torno a la tranca (de la puerta) que les Valentes Dones –las mujeres valientes– usaron para matar a los corsarios que entraron en casa de las dos hermanas. En la cercana Pollensa, la fiesta conmemora el infructuoso ataque de Dragut en 1551. Un mes después del ataque a Sóller, Uluj y sus hombres vuelven a las costas ligures con moderado éxito, pues varias villas quedan desiertas ante la incursión y San Remo está bien protegida con cañones.
En 1562, el sultán le nombra jefe de la guardia de Alejandría, con lo que se convierte en almirante de la flota otomana. Merece la pena destacarse que en el Mediterráneo del siglo XVI, las diferencias entre armadas militares y corsarias eran casi inexistentes tanto en el bando cristiano, en el que la Orden de Malta era especialmente activa, como en el turco-berberisco, que contó con almirantes corsarios como Barbarroja, Dragut o el mismo Uluj Alí. Una leyenda dice que ese mismo año, Uluj desembarcó frente al pueblo calabrés en que nació y prometió a los pescadores que encontró en la playa perdonarles la vida si le llevaban frente a su madre. Cuando se encuentran después de tantos años, la anciana madre lo rechaza por haber renegado de su fe.

## El Gran Sitio

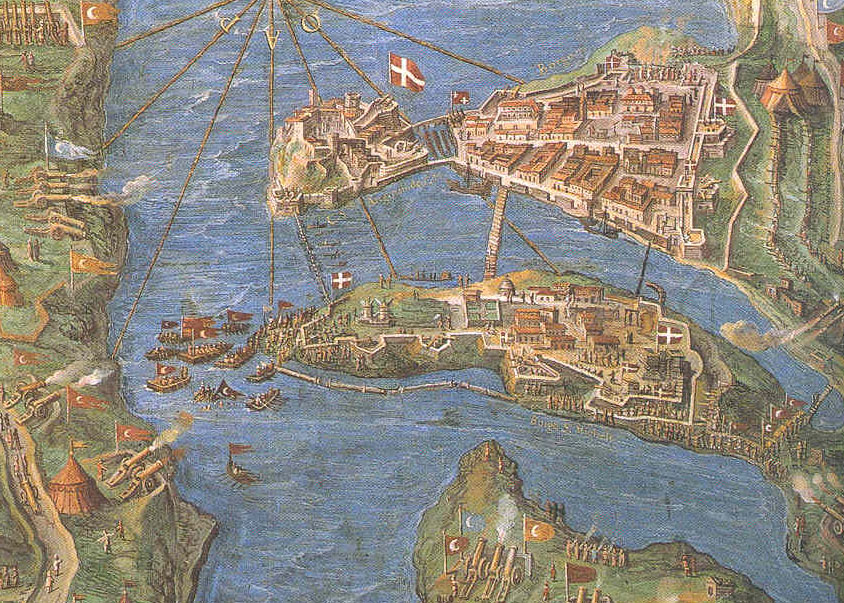
Detalle del fresco de Egnazio Danti sobre el Sitio de Malta (Museos Vaticanos - Galería de los Mapas). "15 de julio de 1565, San Elmo ha caído y Dragut ha muerto, los Caballeros han recibido el apoyo de 600 hombres mandados desde Sicilia. Los turcos lanzan un triple ataque contra la ciudad de Birgu y su fuerte, el de San Miguel. Por mar, la flota de Uluj trata de romper la cadena que une San Miguel con San Ángel (señalado con una gran bandera de la Orden), también por mar, desembarcan los turcos a los pies de San Miguel y por último y por tierra, atacan las murallas de Birgu.
La cadena que une los dos fuertes resiste, protegiendo las comunicaciones entre Birgu y Senglea (arriba, unida a Birgu por dos pontones). Además, la flota turca es acribillada a cañonazos desde San Ángel, hundiendo varias embarcaciones. El ataque por tierra es repelido gracias a la ayuda de las tropas que desde Senglea cruzaron el pontón hasta Birgu".

A finales de 1564, el corsario de la Orden de Malta Romegas capturó varias embarcaciones con importantes personalidades turcas a bordo, como los bey de Alejandría o El Cairo. Por si los Caballeros de Malta no fuesen de por sí molestos para la Sublime Puerta, esta captura precipitó los acontecimientos y dio a los turcos un casus belli plausible para conquistar la estratégica isla, base de la Orden. La conquista debía ser un calco de la acaecida en Rodas en 1522, cuando los Caballeros Hospitalarios perdieron su base tras un sitio de siete meses.
Hacia la conquista de Malta parten casi 200 naves, 131 de ellas galeras, de las que 6 provenían de Alejandría mandadas por Uluj Alí y cargaban 900 hombres. En junio parte del sitio hacia su habitual destino en Liguria (concretamente en lo que hoy es la provincia de Imperia), donde cosecha un éxito moderado, apresando varios barcos de transporte y esclavos, pero sin conseguir saquear plenamente ninguna población. A finales de mes vuelve a Malta. En su ausencia, los turcos han tomado el fuerte San Elmo a costa de numerosísimas pérdidas, de las que la más notable es la del comandante en jefe, Dragut. Uluj será el encargado de transportar su cadáver a Trípoli y de sucederle en el gobierno de esa plaza. También le releva como el corsario musulmán vivo más importante del Mediterráneo, de la misma manera que Dragut ocupó el lugar de Barbarroja en 1544.
Pero el resultado del sitio todavía quedaba lejano. A mitad de julio, con San Elmo por fin conquistado, los esfuerzos de las fuerzas musulmanas se dirigieron hacia Birgu y el fuerte San Miguel, sobre el que Pialí Bajá dijo:
¿Qué no nos costará el padre (San Miguel), cuando un hijo tan pequeño (San Elmo) se nos ha llevado las vidas de nuestros más valerosos soldados?
Tan acertadas se demostraron las palabras de Pialí, que San Miguel y Birgu no llegaron a caer nunca. En el primer ataque general que sufrieron los malteses, Uluj lidera el ataque, tratando infructuosamente de romper la cadena que resguarda el puerto. Desembarca a sus hombres que se dirigen a escalar las murallas y antes de llegar a ellas, caen 50 hombres por fuego de arcabuz. Una vez llegados a las murallas, suben a las mismas con escalas y se enfrentan duramente a los caballeros. En el enfrentamiento muere el jefe de la guarnición, Francisco Zangonera, y Uluj queda herido en la cabeza. Los malteses han resistido el primer gran ataque, al que seguirían otros dos con idéntico resultado. Hoy día Birgu es conocida como Città Vittoriosa -Ciudad Victoriosa- en reconocimiento a su papel en el sitio.
Los días 7 y 20 de agosto, se suceden sendos ataques generales contra Birgu y Senglea, además del continuo bombardeo al que se hallan sometidas. En el primero de ellos, los turcos desisten a pesar de haber conseguido penetrar las murallas, pues su hospital de campaña fue arrasado por caballeros provenientes del interior de la isla. Mientras tanto, Uluj debe viajar a Trípoli llevando los restos de Dragut, pues las tropas acuarteladas en su nueva posesión se han amotinado. Una vez en Trípoli, calma a las tropas y vuelve a partir para Malta con 5 galeras llenas de refuerzos, muy necesarios a causa de las cuantiosas bajas.
En septiembre, Uluj avista los refuerzos del Virrey de Sicilia, Don García de Toledo, consistentes en algo menos de 10 000 soldados. Avisa a Pialí. En el desembarco de las tropas de Don García en la bahía de San Pablo, Uluj está cerca de ser capturado, pero consigue escapar y pone rumbo a Trípoli. El Gran Sitio ha fracasado.

## "Rey de Argel"
Un año después del Gran Sitio, Uluj hace campaña en el Tirreno con 5 galeras, con las que asola Córcega y Cerdeña, haciendo presa en el tráfico marítimo que parte de Livorno, puerto del Gran Ducado de Toscana. De Livorno sale Jacobo d'Appiano al mando de 4 galeras con el objetivo de neutralizar a las 5 de Uluj. El enfrentamiento tiene lugar en el estrecho de Bonifacio y en él, Uluj se retira después de 7 horas de combate, perdiendo 2 galeras. Los toscanos hacen prisioneros a 310 hombres y liberan del remo a 220 cristianos.
Salvando el revés de Bonifacio, a partir del fracaso del Sitio de 1565 las cosas empiezan a irle bien a Uluj, que en 1568 es nombrado Beylerbey de Argel (cargo equivalente a Gobernador general), gracias a los buenos oficios de su amigo Pialí Bajá. Así unos treinta años después de haber entrado en la ciudad como galeote cristiano, vino a ser rey de Argel, convirtiéndose en quizás el hombre más poderoso de toda la Berbería.
Nada más ascender al cargo, tuvo que hacer frente a importantes responsabilidades. En abril de ese año, una rebelión morisca en Granada le pide apoyo como Beylerbey de Argel, ciudad con una considerable comunidad morisca. Uluj responde moderadamente que "más le preocupa defender bien su propio estado que interferir en asuntos del de otros". Finalmente tuvo que ceder ante la presión y dejar marchar a quien quisiese ir en calidad de voluntario, pero prohibiendo la actividad mercenaria. La rebelión, que debía de producirse en Semana Santa y coordinarse con un ataque simultáneo a la vecina plaza española de Orán, es descubierta y un importante depósito de armas cae en manos españolas. La actitud cautelosa del Beylerbey quedó así justificada.

### Túnez
Una vez que Uluj Alí se había establecido firmemente en Argel, se decidió a levantarse en armas contra el vecino estado de Túnez, entonces gobernado por la dinastía de los Hafsíes, protegida de los españoles desde la Jornada de Túnez de 1535. Muley Hamid era descrito como un "tirano impopular quien tristemente perseguía a sus vasallos y a los amigos de su padre; que no aguantaban más sus tiranías y las de sus ministros, hombres bajos ellos", según el abad español Fray Diego de Haedo. Todo Túnez estaba al borde de la rebelión, La Goleta estaba en manos de los españoles, la ciudad de Kairuán había proclamado su propio monarca y las ciudades marítimas -como Yerba- cambiaban frecuentemente de las manos de los corsarios berberiscos a las de los españoles y viceversa.
A lo largo de 1569 los conspiradores le ofrecían a Uluj el reino para que lo gobernase bajo la protección del Imperio otomano, pero fueron necesarias varias peticiones antes de que Uluj se decidiese a marchar, lo que ocurrió en octubre. Se puso al frente de un contingente de jenízaros y corsarios apoyado por 10 piezas ligeras de artillería y en el transcurso de la marcha se le unieron refuerzos de las tribus de la Cabilia, llegando así a los 5000-6000 efectivos. El ejército llega a la ciudad de Béja, a dos días de marcha de la capital tunecina, donde Hamid había erigido una pequeña fortaleza y esperaba el ataque al mando de unos 3000 hombres. Nada más comenzar la batalla, los conspiradores desertaron, provocando la huida de Hamid hacía Túnez, de donde también tuvo que huir apresuradamente hacia La Goleta, protegida por una guarnición española. En diciembre, Túnez es atacada por el ejército de Uluj.
En enero, nada más proclamarse rey de Túnez -igualando el logro de Barbarroja como monarca simultáneo de Tunicia y Argel- cometió el error de pedir un tributo a las tribus cabiles, que se negaron de plano a pagar nada si no era por derrota y conquista. Uluj, no estando en posición de presentar batalla, se tragó el insulto. Pone a sitio La Goleta; la guarnición española resiste.
En la primavera de ese año, la rebelión morisca en España -en una zona montañosa de Granada, las Alpujarras- cobra fuerza y las presiones para mandar ayuda por parte de la comunidad morisca en Argel logran su objetivo. Se envían 8 galeras y 400 arcabuceros, que en realidad no eran sino presos liberados con la promesa de combatir en las Alpujarras. Contacta con Uluj un compatriota suyo con un mensaje de Felipe II en el que le ofrece dinero a cambio de no mandar más refuerzos a los moriscos. Uluj acepta el dinero, pero por el contrario rechaza la propuesta de desertar a cambio de un Marquesado en su Calabria natal. Se especula cómo pudo influir en su decisión la noticia de una inminente campaña en el Mediterráneo oriental preparada por Juan de Austria.
En julio, Uluj parte hacia Constantinopla con objeto de solicitar al sultán medios para tomar La Goleta, la única plaza de Túnez aún en manos cristianas. Al mando de unas 20 naves, apresa un pequeño barco cerca de Cabo Pessaro, en Sicilia, que informa sobre la presencia de cinco naves de la Orden de Malta ancladas en Licata de vuelta hacia Malta. En un principio Uluj, según las fuentes, pudo temer algún tipo de emboscada, pero las informaciones del barco apresado en Pessaro le despejaron cualquier duda. La flota musulmana se dirigió entonces a Licata cuidando de no ser vistos desde tierra y cuando llegaron a ver las 4 galeras, estas navegaban con ritmo calmado cuando descubrieron la emboscada, ya sin prácticamente margen de maniobra. De las 4, la llamada Santa Ana optó por hacer frente en vez de huir, la Capitana y otra encallaron en tierra y la tripulación huyó pero fue perseguida y capturada. La cuarta consiguió huir. 80 caballeros fueron muertos o esclavizados. A los supervivientes de la Santa Ana, Uluj manda curarlos y después de patearles personalmente, deja en libertad a todos menos a dos, que manda al sultán junto con la nave maltesa. Dos caballeros franceses se convierten al islam. La flota toma el camino de vuelta a Argel, donde llegaron el 20 de julio formando 3 hileras de 8 galeras cada una y al final de cada hilera, una de las tres naves capturadas. De estas se tomaron escudos, rodelas con la Cruz de Malta y una imagen de San Juan Bautista que colgaron del arco que había a la entrada del puerto hasta al menos 1612.

### Campaña de 1571
En 1571 deja el gobierno de Tunicia a su suegro Cafer Reis y vuelve a Argel, donde al poco tuvo que lidiar con un motín del cuerpo de jenízaros, a los que faltaban por percibir algunos salarios. Uluj decidió zarpar hacía el Adriático con 20 galeras, embarcando en secreto sus posesiones. Los jenízaros se quedaron sin las pagas atrasadas, teniendo que recurrir al saqueo para subsistir. A su flota se une la de Kara Ogia y conjuntamente intentan sin éxito saquear Epidauro. Pasa por Chipre, donde se está ultimando el asedio otomano a Famagusta. Vuelve por las islas griegas, saqueando las costas de Creta y Citera. En las inmediaciones de Corfú captura algunas naves maltesas y prosigue por la costa dálmata al mando de 80 naves. Conquista la localidad montenegrina - es decir, veneciana- de Ulcinj y se apodera de Bar (Montenegro). Prosiguiendo más al norte, devasta las islas de Isla de Hvar y Korčula. En septiembre, se une a Ali Paşa en la Batalla de Lepanto, tomando el mando de la ala izquierda con otras 60 galeras y 32 galeotas. Durante el combate, en una extraña maniobra de alejamiento hacia el sur, parece rechazar el combate contra el ala derecha de Juan Andrea Doria. Esta maniobra de diversión le abre el centro, que queda desprotegido y le permite castigar a las galeras de Malta en una media vuelta fulgurante. Cuando llega la retaguardia cristiana al rescate, algunas galeras han sido seriamente dañadas, hundidas o capturadas. Al verse en inferioridad numérica, Uluj Alí huye con sus galeras, remolcando una galera capturada, pero se ve obligado a abandonarla, al ser alcanzado por la galera de Juan de Angustina Carasa, que había liderado la persecución. Juan de Angustina consigue recuperar la galera capturada por Uluj Alí, más otras dos galeotas. Así todo, Uluj Alí logra regresar a Constantinopla y entregar a Selim II el estandarte de una de las galeras de la Orden de Malta, salvando con esta gesta el honor de los turcos.

## Kapudan Pasha (1572–1587)
Pialí Bajá y Uluj Alí inmediatamente comenzaron a reconstruir la flota otomana. Uluj puso especial énfasis en la construcción de una serie de barcos más pesados inspirados en las galeras venecianas, artillería más pesada para las galeras y armas de fuego para los soldados a bordo. En junio de 1572, ahora nombrado Kapudan Pasha (gran almirante), partió con 250 galeras y un gran número de barcos más pequeños para buscar venganza por Lepanto. Encontró la flota cristiana anclada en una ensenada de Morea, pero su estrategia de intentar atraer al enemigo e infligir daño mediante repetidos ataques rápidos significó que nunca se materializó una batalla en toda regla porque la flota cristiana era demasiado cautelosa para quedar atrapada y rodeada.
En 1573 Uluj comandó la campaña naval en las costas de Italia. En ese mismo año, la regencia de Argel fue transferida al árabe Ahmed, y Don Juan de Austria, el vencedor de Lepanto, recuperó Túnez. En julio de 1574, Uluj navegó a Túnez con una flota de 250 galeras y un gran ejército bajo el mando de Scipione Cicala capturó la fortaleza portuaria de La Goleta el 25 de agosto de 1574 y la ciudad de Túnez el 13 de septiembre del mismo año. Durante esta expedición, el 26 de julio de 1574, las fuerzas de Uluj Alí construyeron una fortaleza otomana en la costa de Marruecos, frente a Andalucía en la España continental.
En 1576 atacó Calabria y en 1578 sofocó otro motín de los jenízaros en Argel que habían asesinado al árabe Ahmed. En 1584 comandó una expedición naval a Crimea. En 1585 sofocó revueltas en Siria y Líbano con la flota egipcia otomana con base en Alejandría.
Uluj Alí murió el 21 de junio de 1587 en Constantinopla (Estambul). Está enterrado en la Mezquita Kiliç Ali Pasha (Complejo Kılıç Ali Pasha) (1580), diseñada por el renombrado arquitecto Mimar Sinan.